# 温立志
温立志（1932年—），男，广东顺德人，中国数学家，华南师范大学教授。曾任华南师范大学数学研究所所长，中国数学会理事。